# Katholischer Lehrerverband des Deutschen Reiches
Der Katholische Lehrerverband des Deutschen Reiches (KLVdDR) wurde 1889 gegründet und bestand bis 1933.

## Geschichte
Die konfessionelle Neutralität des 1871 gegründeten  Deutschen Lehrervereins und der unter seinen Mitgliedern wegen der schlechten Erfahrungen mit der geistlichen Schulaufsicht verbreitete Antiklerikalismus hielten viele katholische Volksschullehrer vom Beitritt ab. Diese suchte der 1889 anlässlich des Katholikentages gegründete Katholische Lehrerverband des Deutschen Reiches zu organisieren, der nur männliche Mitglieder aufnahm. Für Lehrerinnen war der schon 1885 gegründete Verein katholischer deutscher Lehrerinnen zuständig. Dennoch konnte der KLVdDR nur rund die Hälfte seiner Zielgruppe gewinnen. Seinen Schwerpunkt hatte er im protestantischen Preußen, wo er ca. 70 % der katholischen Lehrer umfasste, wogegen er in den überwiegend katholischen Ländern Bayern und Baden nur auf etwa 10 % kam. 1927 zählte er knapp 26.000 Mitglieder.
Zweck des Verbandes war laut Satzung „die Hebung der Schule nach den Grundsätzen der katholischen Kirche und die Förderung der Interessen des Lehrerstandes“. Damit ging eine enge Zusammenarbeit mit der  Zentrumspartei einher, in der die letzten drei Vorsitzenden als Landtags- bzw. Reichstagsabgeordnete tätig waren. Das Verhältnis zum  Deutschen Lehrerverein war wegen der weltanschaulichen Differenzen lange sehr gespannt. Erst seit dem  Ersten Weltkrieg kam es auf Grund der Interessengemeinschaft in berufspolitischen und wirtschaftlichen Fragen zu einer Verbesserung der Beziehungen.
Die wichtigsten Zeitungen des KLVdDR waren die „Katholische Schulzeitung für Norddeutschland“ und besonders die seit 1922 erscheinende „Pädagogische Post“.

## Vorsitzende
- 1889–1910: Hermann Brück (gest. 1923)
- 1910–1921: Kaspar Kamp (1863–1922)
- 1921–1928: Anton Rheinländer (1866–1928)
- 1928–1933: August Weber (1875–1963)